# Kutaisis internationella flygplats
Kutaisis internationella flygplats (tidigare Kopitnari flygplats) (IATA: KUT, ICAO: UGKO) är en flygplats belägen 14 kilometer väst om Georgiens näst största stad och Imeretiens huvudort Kutaisi. Flygplatsen är en av Georgiens tre internationella flygplatser, tillsammans med Batumis internationella flygplats och Tbilisis internationella flygplats.

## Historia
I mars 2011 sålde den georgiska regeringen flygplatsen till privata aktörer för 1 lari.
Flygplatsen renoverades mellan 2011 och 2012 och återöppnades hösten 2012. Den nya flygplatsen inriktar sig på att locka till sig europeiska lågprisbolag och sedan hösten 2012 flyger Wizz Air från flygplatsen. 2016 utökade Wizz sitt utbud genom att göra flygplatsen till en av sina baser, det vill säga att ett av deras flygplan stationerats i Kutaisi. Ytterligare ett flygplan planeras stationeras på flygplatsen under 2018.[uppföljning saknas] Efter renoveringen av flygplatsen har antalet resenärer, liksom på övriga georgiska flygplatser, ökat dramatiskt. 2017 passerade flygplatsen 400 000 passagerare för första gången efter en passagerarökning med nästan 50% mot föregående år. 

## Flygbolag och destinationer
| Flygbolag                      | Destinationer |
| ------------------------------ | --- |
| flydubai                       | Säsong: Dubai (inleds 14 juni 2018) |
| SCAT Airlines                  | Aktau |
| Service Air                    | Mestia, Natachtari |
| Ukraine International Airlines | Charkiv, Kiev-Boryspil Säsong: Odessa |
| Ural Airlines                  | Moskva-Domodedovo |
| Wizz Air                       | Aten (inleds 17 maj 2018), Barcelona (inleds 19 maj 2018), Beauvais (inleds 17 maj 2018), Berlin-Schönefeld, Budapest, Dortmund, Kavala, Larnaca, London-Luton, Memmingen, Milano-Malpensa, Thessaloniki, Prag (inleds 19 maj 2018), Riga (inleds 25 mars 2018), Rom-Fiumicino (inleds 17 maj 2018), Stockholm, Skavsta (inleds sommaren 2020) Turku, Finland (inleds sommaren 2020) Wien (inleds 15 november 2018), Vilnius, Warszawa-Chopin, Wrocław (inleds 31 mars 2018) Säsong: Katowice |

### Fotnoter
1. ↑  ”Airport in Kutaisi to be sold for 1 lari”. Georgia Times. 18 mars 2011. Arkiverad från originalet den 22 mars 2011. https://web.archive.org/web/20110322042604/http://www.georgiatimes.info/en/news/53274.html. Läst 24 mars 2011. (engelska) (ryska)
2. ↑  ”Georgia sells airport for 1 lari”. news.az. 19 mars 2011. Arkiverad från originalet den 23 mars 2011. https://web.archive.org/web/20110323171343/http://www.news.az/articles/georgia/33246. Läst 24 mars 2011. (engelska)